# Cornwall
Cornwall ([ˈkɔːnˌwɒl] Cornisch: Kernow; verouderd Nederlands: Cornwallis) is zowel een bestuurlijk graafschap en een district als een hertogdom in het uiterste zuidwesten van Engeland, dat van het graafschap Devon wordt gescheiden door de rivier de Tamar. Cornwall beslaat een oppervlakte van 3.546 km², samen met de Scilly-eilanden die 45 km van de kust liggen, en telt 561.349 inwoners met een bevolkingsdichtheid van 158 mensen/km². De hoofdstad is Truro.
Cornwall heeft een ruig en vaak nog ongerept landschap, waarvan Bodmin Moor een belangrijk deel uitmaakt. Het kent een zeeklimaat met relatief zachte winters. Doordat het er zelden of nooit vriest zijn veel soorten (geïmporteerde) subtropische planten als palmen en kamerplanten er ingeburgerd. Door de behoorlijk grote regenval groeien veenmossen er zeer weelderig wat dan ook te merken is aan de vele moerassen die er zijn. Het toerisme is de belangrijkste bron van inkomsten, naast visserij, landbouw en bloementeelt. De industrie heeft zich geconcentreerd in de kuststeden Falmouth, Fowey en Penzance.
Het meest westelijke punt heet Land's End (Penn an Wlas) en is een belangrijke toeristische trekpleister, net zoals St Michael's Mount. Ook heeft het graafschap een groot aantal prehistorische overblijfselen waaronder zeer oude tinmijnen die uit de bronstijd stammen. In de 18e en 19e eeuw was Cornwall verantwoordelijk voor 40% van de wereldproductie van tin. Een kasteelruïne nabij Tintagel wordt door de Cornish (inwoners van Cornwall) beschouwd als de plek waar King Arthur is geboren (zie de Koning Arthur-legende). Een bekende bezienswaardigheid is ook Eden Project, een botanische tuin met twee kassencomplexen die worden gevormd door meerdere geodetische koepels. Deze botanische tuin bevindt zich in Bodelva, 5 km buiten St Austell.
In Cornwall werd het Cornisch gesproken; men probeert deze uitgestorven taal nieuw leven in te blazen en er is een regionalistische politieke partij Mebyon Kernow, die lid is van de Europese Vrije Alliantie.
William van Cornwall en Cambridge, de Britse kroonprins, en zijn echtgenote Catherine Middleton zijn hertog en hertogin van Cornwall.

## Klimaat
Het klimaat van Cornwall is, ten opzichte van de rest van Engeland en zeker vergeleken met de breedtegraad (50°-51° Noorderbreedte) zeer zacht. Cornwall staat erom bekend dat men gemakkelijk verschillende (sub-)tropische planten in de open grond kan houden, zoals een aantal palmsoorten.
| Maand                  | jan   | feb  | mrt  | apr  | mei  | jun  | jul  | aug  | sep  | okt   | nov   | dec   | Jaar    |
| ---------------------- | ----- | ---- | ---- | ---- | ---- | ---- | ---- | ---- | ---- | ----- | ----- | ----- | ------- |
| Gemiddeld maximum (°C) | 8,5   | 8,5  | 9,8  | 11,6 | 14,5 | 16,8 | 19,0 | 19,1 | 17,1 | 14,2  | 11,2  | 9,5   | 13,3    |
| Gemiddeld minimum (°C) | 3,8   | 3,5  | 4,6  | 5,5  | 8,2  | 10,8 | 13,1 | 13,2 | 11,4 | 9,1   | 6,4   | 4,9   | 7,9     |
|                        |       |      |      |      |      |      |      |      |      |       |       |       |         |
| Neerslag (mm)          | 119,9 | 86,8 | 81,1 | 62,0 | 58,5 | 65,2 | 55,7 | 73,2 | 89,8 | 108,2 | 121,1 | 121,1 | 1.042,6 |
| Bron: MetOffice.gov.uk |       |      |      |      |      |      |      |      |      |       |       |       |         |

## Bestuurlijke indeling
Voor april 2009 kende Cornwall zes districten: Penwith, Kerrier, Carrick, Restormel, Caradon en Noord-Cornwall, en de Scilly-eilanden.  Sinds de hervorming in april 2009 zijn de districten opgeheven en is Cornwall een unitary authority.
| Lokaal bestuurde gebieden en plaatsen | Lokaal bestuurde gebieden en plaatsen |
| Nr.                                   | Unitary                               |
| ------------------------------------- | ------------------------------------- |
| 1                                     | Cornwall (Unitary District)           |
| 2                                     | Scilly-eilanden                       |

| Detailkaart |
| ----------- |
|             |

| Lokaal bestuurde gebieden en plaatsen | Lokaal bestuurde gebieden en plaatsen | Lokaal bestuurde gebieden en plaatsen |
| Nr.                                   | District                              | District                              |
| ------------------------------------- | ------------------------------------- | ------------------------------------- |
| 1                                     | Penwith                               |                                       |
| 2                                     | Kerrier                               |                                       |
| 3                                     | Carrick                               |                                       |
| 4                                     | Restormel                             |                                       |
| 5                                     | Caradon                               |                                       |
| 6                                     | Noord-Cornwall                        |                                       |
| 7                                     | Scilly-eilanden                       |                                       |

| Detailkaart |
| ----------- |
|             |

## Andere bezienswaardigheden
| - Bodmin Moor / Goon Brenn - Boscastle / Kastel Boterel - Cape Cornwall / Kilgoodh Ust - Carnewas and Bedruthan Steps / Karn Havos & Bos Rudhen - Charlestown / Porth Meur - Chysauster | - Falmouth / Aberfala - Fowey / Fowydh - Padstow / Lannwedhenek - Polperro / Porthpyra - St Michael's Mount / Carrek Loos y'n Coos - Tintagel / Tre war Venydh |

## Galerij

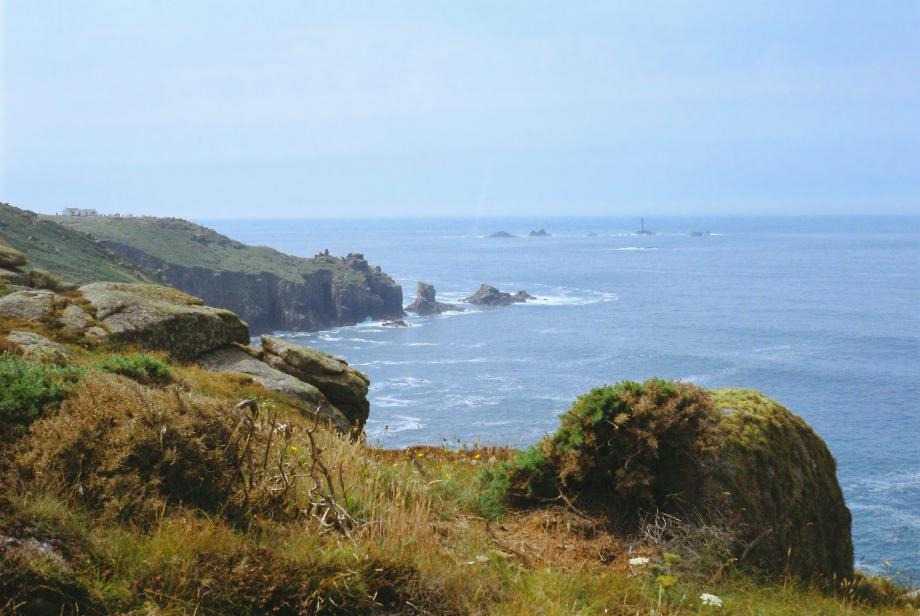
Land's End
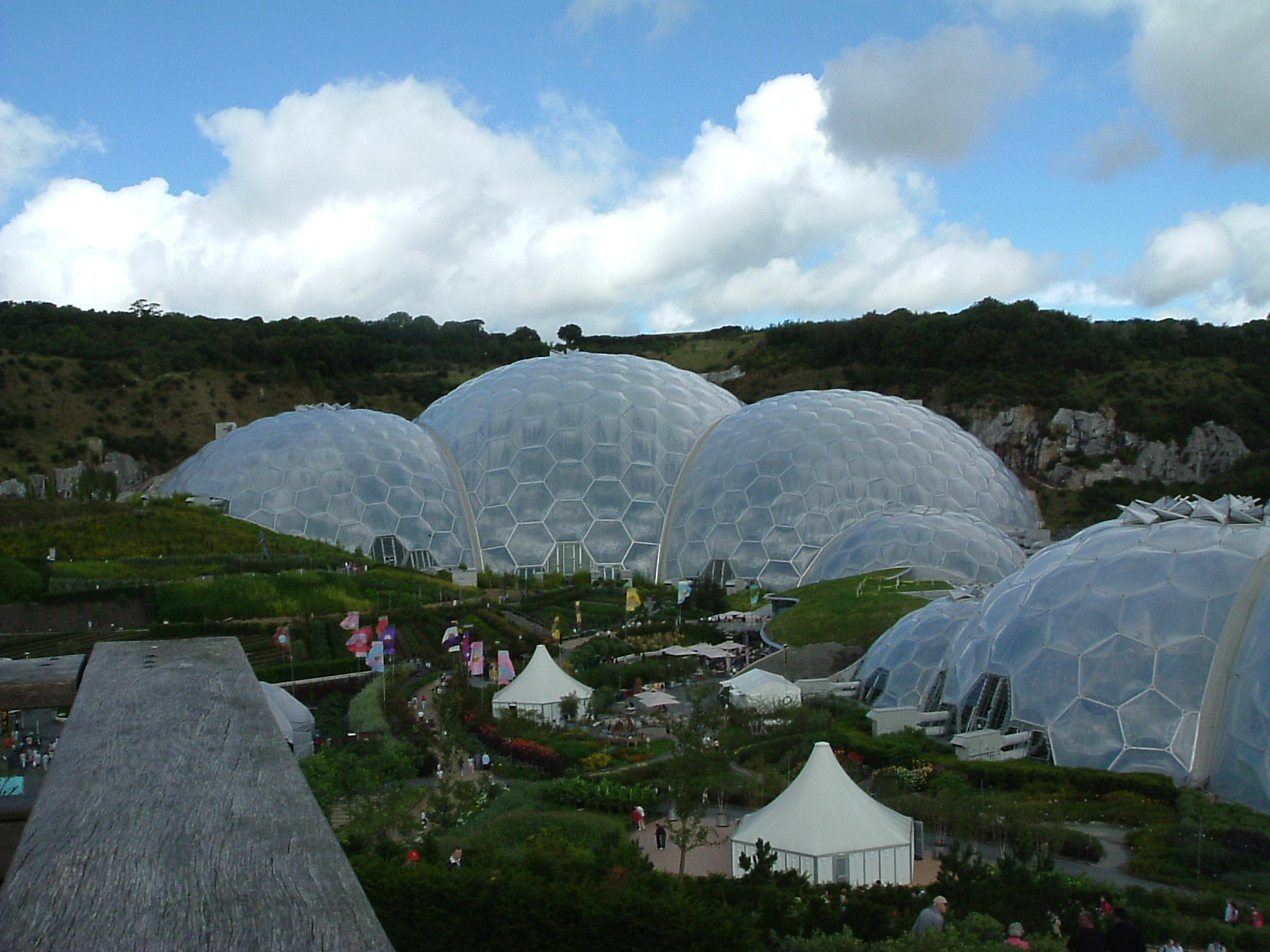
Het Eden Project
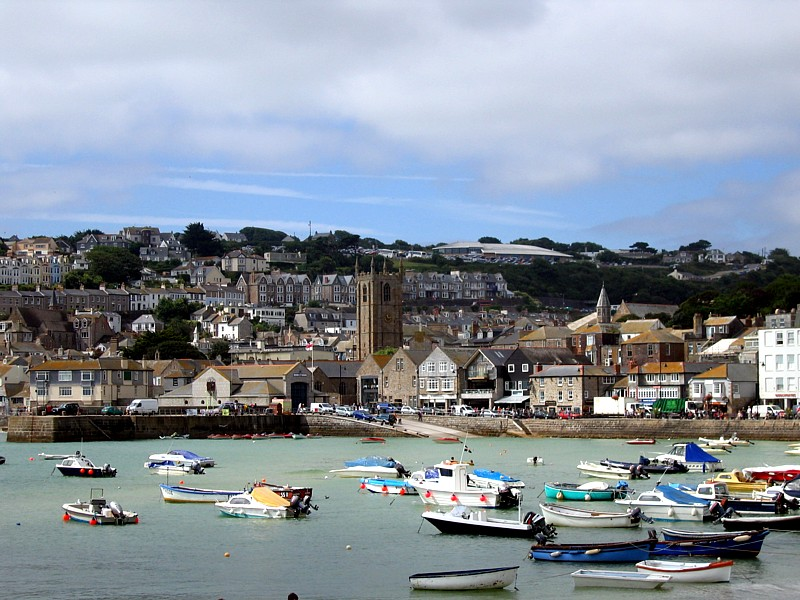
St. Ives
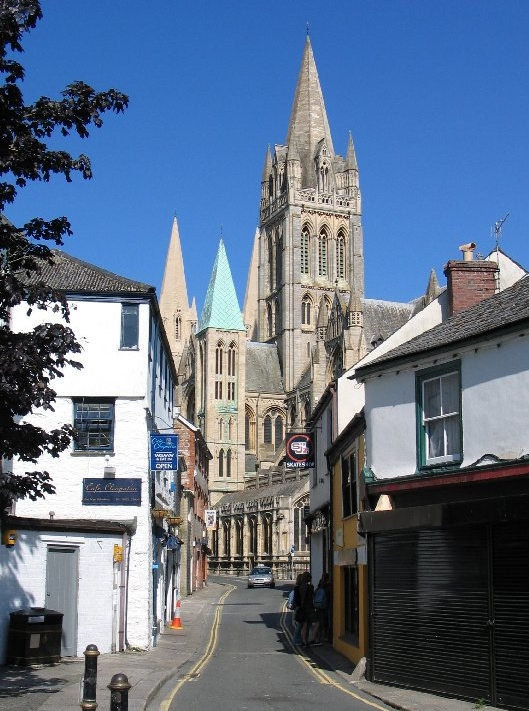
Truro, de hoofdstad van Cornwall
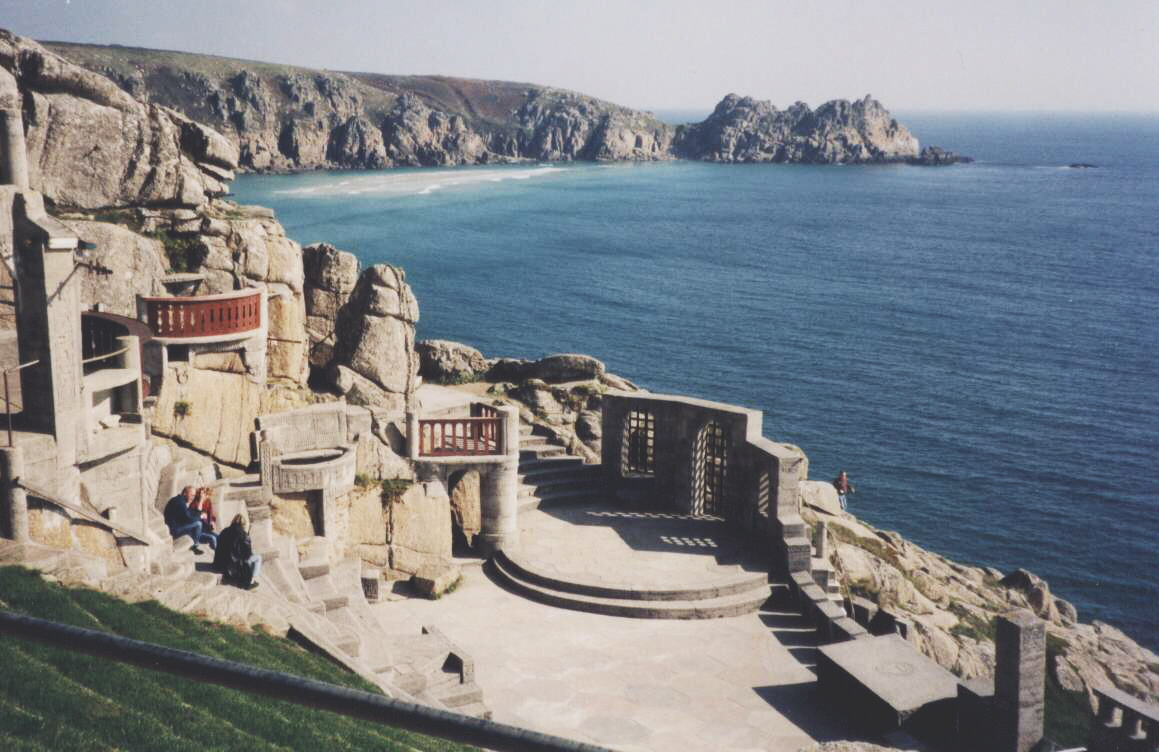
Amfitheater van Minack
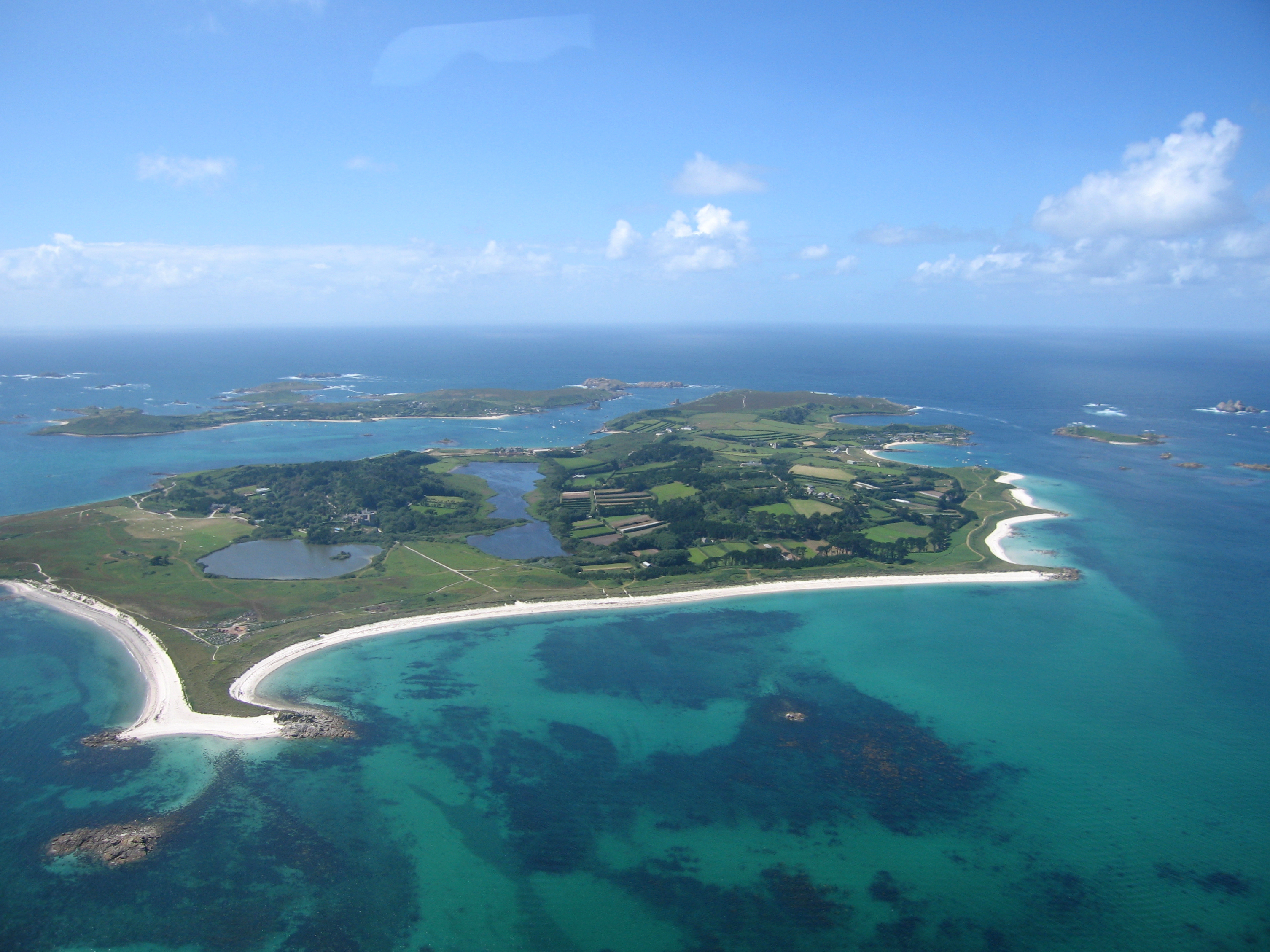
Scilly-eilanden
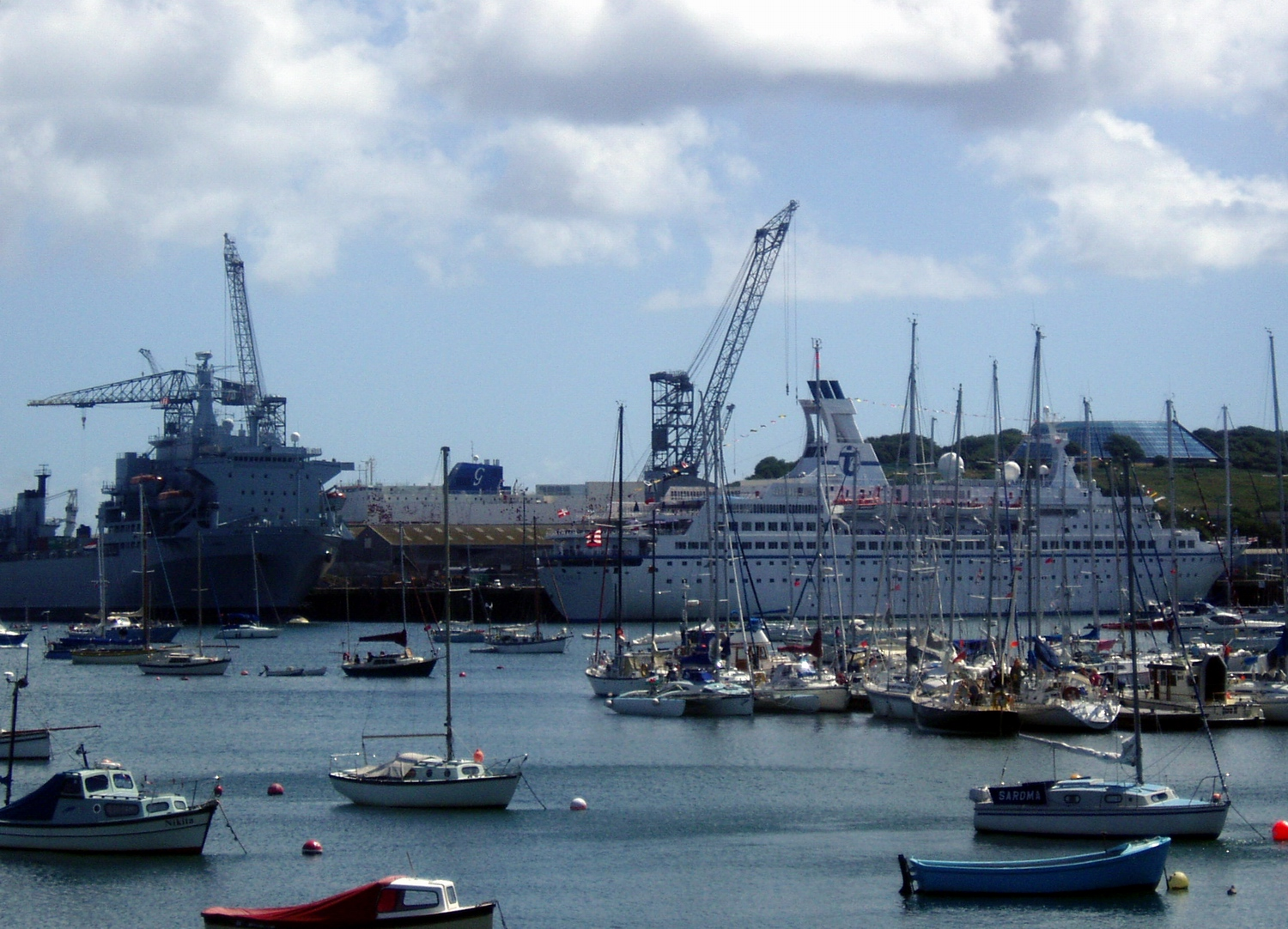
Haven van Falmouth
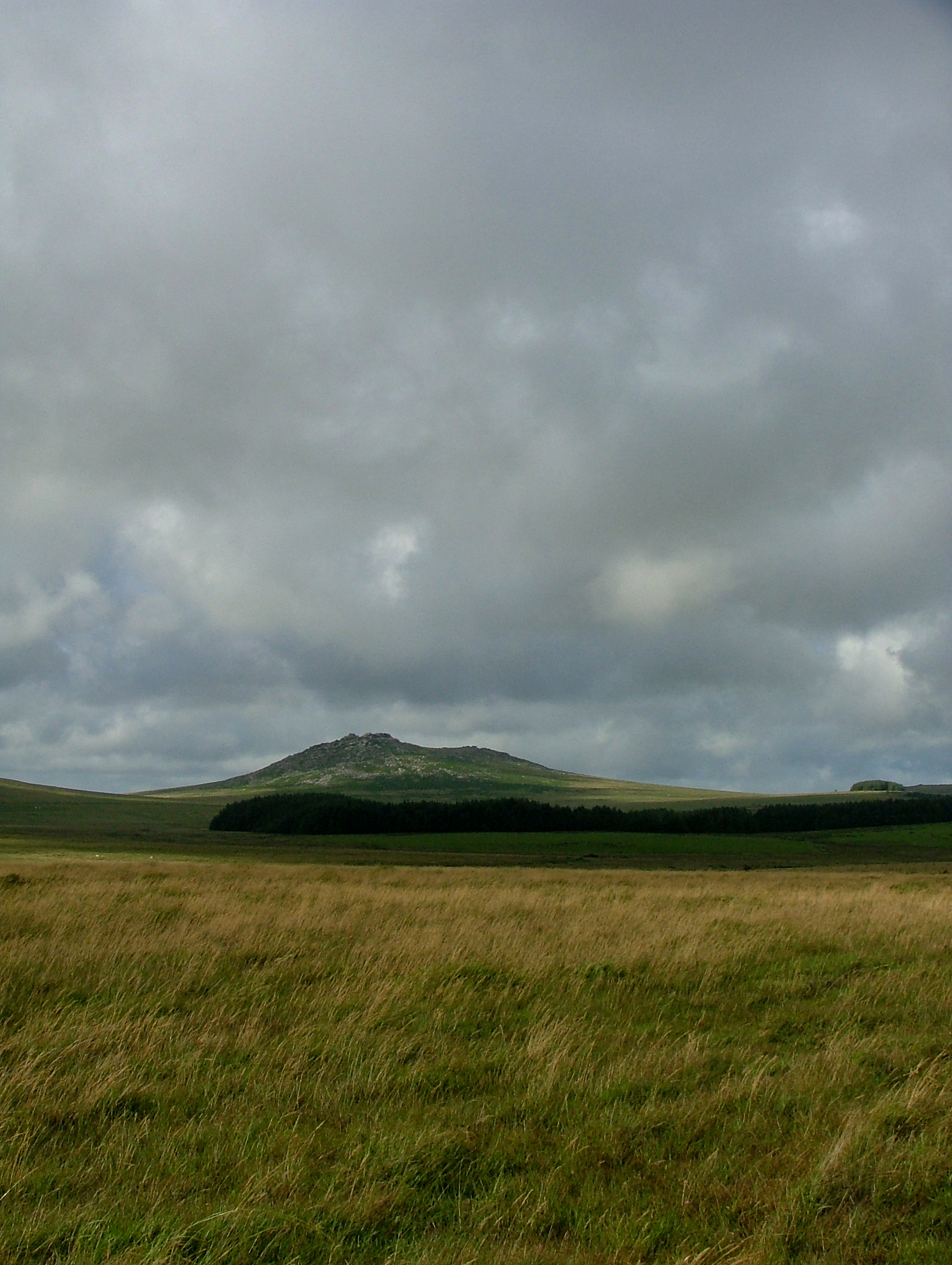
Brown Willy, Bodmin Moor